# ليز (أين)
ليز (بالفرنسية: Laiz)‏ هي بلدية فرنسية تقع في إقليم الأين في فرنسا. رمز إنسي لها هو:1203. أما الرمز البريدي لها فهو: 1290.